# Wybrzeże Kości Słoniowej na Letnich Igrzyskach Olimpijskich 1968
Wybrzeże Kości Słoniowej na Letnich Igrzyskach Olimpijskich 1968 – występ kadry sportowców reprezentujących Wybrzeże Kości Słoniowej na igrzyskach olimpijskich w Meksyku w 1968 roku.
Kadrę stanowiło dziesięciu zawodników (mężczyzn), którzy wystąpili w siedmiu konkurencjach w dwóch dyscyplinach sportowych – kajakarstwie i lekkoatletyce. Iworyjczycy nie zdobyli w Meksyku medalu olimpijskiego. Najwyżej sklasyfikowanym zawodnikiem był Denis Ségui Kragbé, który w rzucie dyskiem zajął 17. miejsce.
Był to drugi występ reprezentacji Wybrzeża Kości Słoniowej na letnich igrzyskach olimpijskich.

## Skład kadry

### Kajakarstwo

#### Mężczyźni
| Zawodnik                   | Konkurencja | Eliminacje | Eliminacje | Repasaże | Repasaże | Półfinał | Półfinał | Finał | Finał   | Źródło |
| Zawodnik                   | Konkurencja | Czas       | Pozycja    | Czas     | Pozycja  | Czas     | Pozycja  | Czas  | Pozycja | Źródło |
| -------------------------- | ----------- | ---------- | ---------- | -------- | -------- | -------- | -------- | ----- | ------- | ------ |
| Jérôme Dogo Gaye           | K-1 1000 m  | 4:31,2     | 7.         | 4:31,69  | 4.       | NQ       | NQ       | NQ    | NQ      | [ 5 ]  |
| Paul Gnamia M'Boule N'Gama | K-2 1000 m  | 4:09,8     | 5.         | 4:07,98  | 3.       | 4:01,31  | 5.       | NQ    | NQ      | [ 6 ]  |

### Lekkoatletyka

#### Konkurencje biegowe

##### Mężczyźni
| Zawodnik                                              | Konkurencja | Eliminacje | Eliminacje | Ćwierćfinały | Ćwierćfinały | Półfinał | Półfinał | Finał | Finał   | Źródło |
| Zawodnik                                              | Konkurencja | Czas       | Pozycja    | Czas         | Pozycja      | Czas     | Pozycja  | Czas  | Pozycja | Źródło |
| ----------------------------------------------------- | ----------- | ---------- | ---------- | ------------ | ------------ | -------- | -------- | ----- | ------- | ------ |
| Gaoussou Koné                                         | 100 m       | 10,3       | 3. (Q)     | 10,2         | 3. (Q)       | 10,2     | 5.       | NQ    | NQ      | [ 7 ]  |
| Yoyaga Dit Coulibaly                                  | 400 m       | 50,0       | 8.         | NQ           | NQ           | NQ       | NQ       | NQ    | NQ      | [ 8 ]  |
| Simbara Maki                                          | 110 m ppł   | 14,3       | 6.         | —            | —            | NQ       | NQ       | NQ    | NQ      | [ 9 ]  |
| Atta Kouakou Kouami N'Dri Boy Akba Diby Gaoussou Koné | 4 x 100 m   | 39,6       | 5. (Q)     | —            | —            | 39,6     | 7.       | NQ    | NQ      | [ 10 ] |

#### Konkurencje techniczne

##### Mężczyźni
| Zawodnik           | Konkurencja  | Eliminacje | Eliminacje | Finał | Finał   | Źródło |
| Zawodnik           | Konkurencja  | Wynik      | Pozycja    | Wynik | Pozycja | Źródło |
| ------------------ | ------------ | ---------- | ---------- | ----- | ------- | ------ |
| Denis Ségui Kragbé | Rzut dyskiem | 55,24 m    | 17.        | NQ    | NQ      | [ 11 ] |